# Aequidens pulcher
Aequidens pulcher is een straalvinnige vissensoort uit de familie van de cichliden (Cichlidae). De wetenschappelijke naam van de soort is voor het eerst geldig gepubliceerd in 1858 door Gill.

## Kenmerken
Deze vis heeft prachtige hemelsblauwe schubben. Deze is inmiddels ingedeeld tot een andere genus: Andinoacara pulcher.